# لوديسك
لوديسك (بالفرنسية: Le Desk)‏ هو موقع إخباري رقمي مغربي ينشر بالفرنسية والعربية، تم إنشاؤه في نوفمبر 2015.

## تاريخ
أُسِّس الموقع في نوفمبر 2015 من قِبل الصحفيون علي عمار (عمل سابقا بلو جورنال إبدومادير) وكريستوف غوغان وعمر الراضي، وكذلك فاطمة الزهار القادري والمقاول في المجال الفني المغربي عزيز عوادي. ·  ·  ·  استفاد الموقع في البداية من مساهمة مالية من علي عمار وفاطمة الزهار القادري بقيمة 250 ألف يورو، واستثمار معادل من عزيز عوادي، وتمويل عام بقيمة 60 ألف يورو من الوكالة الفرنسية لتطوير الإعلام.
بعد عام واحد، في أكتوبر 2016، أعلن الموقع عن إغلاقه في نهاية الشهر بسبب الصعوبات الاقتصادية (العدد المنخفض للغاية للمشتركين، حيث كانت هناك حاجة إلى 10000 مشترك في نهاية السنة الأولى من النشاط).
يتم تحرير المكتب من قبل شركة (Pulse Media) ومدير النشر هو علي عمار.